# Пурпурная якамара
Пурпурная якамара (лат. Galbula chalcothorax) — вид птиц из семейства якамаровых.
Вид распространён в западной части бассейна Амазонки. Встречается на западе Бразилии, на юге Колумбии, на востоке Перу и Эквадора. Его естественной средой обитания являются тропические и субтропические влажные низменные леса.
Тело длиной 23,5 см. Оперение тёмно-синего, фиолетового или коричневого цветов. Голова тёмно-синяя. Горло белое у самцов и бледно-кремовое у самок. Хвост длинный и узкий. Клюв длинный до 5 см, прямой, острый, чёрного цвета.
Питается насекомыми.